# Dihammaphora vittatithorax
Dihammaphora vittatithorax är en skalbaggsart som beskrevs av Pierre Émile Gounelle 1911. Dihammaphora vittatithorax ingår i släktet Dihammaphora och familjen långhorningar. Inga underarter finns listade i Catalogue of Life.